# Max Zimmermann (giocatore di football americano)
Max Zimmermann (Berlino, 14 febbraio 1994) è un giocatore di football americano tedesco che gioca come wide receiver per i Frankfurt Galaxy.
Anche suo fratello Paul gioca a football americano.